# アルサーゴ・セプリオ
アルサーゴ・セプリオ（伊: Arsago Seprio）は、イタリア共和国ロンバルディア州ヴァレーゼ県にある、人口約4,800人の基礎自治体（コムーネ）。

## 地理

### 位置・広がり

#### 隣接コムーネ
隣接するコムーネは以下の通り。
- ベズナーテ
- カゾラーテ・センピオーネ
- ガッララーテ
- モルナーゴ
- ソンマ・ロンバルド
- ヴェルジャーテ

### 地震分類
イタリアの地震リスク階級 (it) では、4 に分類される
。